# Witold Kobyliński
Witold Kobyliński (ur. 4 grudnia 1925 r. w Kudelczynie, zm. 23 września 2014 r.) – polski ksiądz katolicki

## Dzieciństwo i młodość
Urodził się w rodzinie rolniczej o szlacheckich korzeniach. Ukończył siedmioklasową szkołę podstawową w Rozbitym Kamieniu. W 1938 r. rozpoczął naukę w Gimnazjum Księży Salezjanów im. Henryka Sienkiewicza w Sokołowie Podlaskim. Edukację przerwała wojna. Po roku przerwy kontynuował ją na tajnych kompletach. W 1946 r. zdał maturę w Liceum Ogólnokształcącym im. Henryka Sienkiewcza. Zaraz po tym wstąpił do Wyższego Seminarium Duchownego im. Benedykta XV w Siedlcach. 12 kwietnia 1952 r. otrzymał święcenia kapłańskie z rąk biskupa siedleckiego Ignacego Świrskiego.

## Początki posługi
Po święceniach pracował przez rok (1952-1953) jako wikariusz przy kolegiacie w Janowie Podlaskim, a potem w parafii pw. Przemienienia Pańskiego w Garwolinie (1953-1955).
W 1955 r. został rektorem filii duszpasterskiej w Gocławiu. Od 1959 r. był w siedleckiej kurii. Pełnił tam funkcje referenta ds. zakonnych, referenta ds. duszpasterskich, referenta ds. środków społecznego przekazu myśli i spraw turystyczno-wczasowych.

## Proboszcz i dziekan
W latach 1970–1972 został proboszczem w parafii pw. św. Ludwika we Włodawie, a zarazem dziekanem dekanatu włodawskiego. W latach 1972–1989 był proboszczem parafii pw. Świętej Trójcy w Radzyniu Podlaskim i zarazem dziekanem dekanatu radzyńskiego.
Od 1978 r. zabiegał o wybudowanie w Radzyniu drugiego kościoła. Założona została nowenna do Matki Boskiej Nieustającej Pomocy w tej intencji. Pozwolenie władz na budowę kościoła po długich staraniach zostało udzielone w 1983 r. Kościół został konsekrowany w 1993 r.
Papież Jan Paweł II w 1983 r. na prośbę biskupa Jana Mazura przyznał ks. Kobylińskiemu tytuł kapelana Jego Świątobliwości, czyli prałata.

## Ksiądz rezydent
9 grudnia 1989 r. przeszedł na emeryturę. Zamieszkał w Legionowie. Pełnił nadal posługę kapłańską. W 2010 r. przeniósł się do Domu Księży Emerytów w Siedlcach, a potem w 2012 r. w nowym domu dla emerytowanych księży w Opolu Nowym.
W 2014 r. została wydana książka Kazania, część 1 (2002-2006) zawierająca nagrane i spisane kazania duchownego. W 2015 r., już po jego śmierci, został wydany drugi tom kazań, obejmujący lata 2006-2010.

## Wyrazy uznania
Był cenionym kaznodzieją. Nazwany został "pierwszą szablą wśród kaznodziei". W jego pogrzebie uczestniczyło 150 księży z 4 diecezji, a listy kondolencyjne wysłało 3 biskupów.